# Kakost hnědočervený

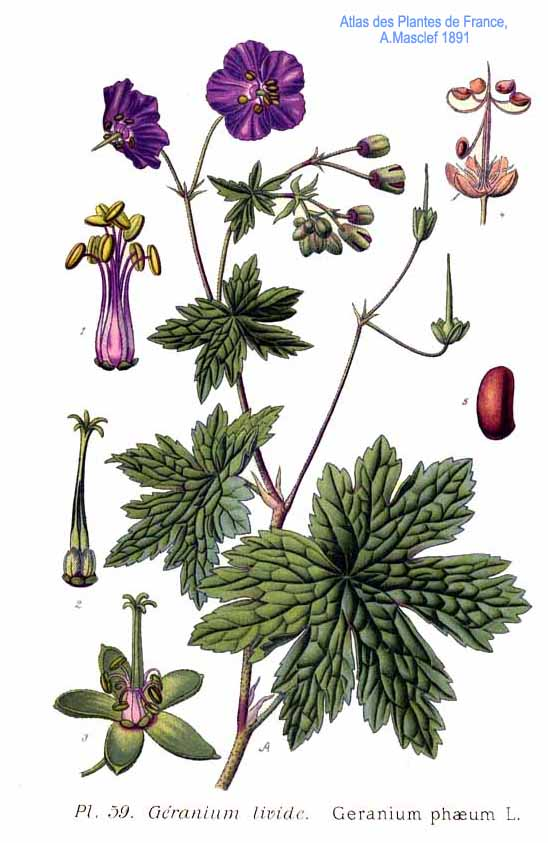
Nákres kakostu hnědočerveného

Kakost hnědočervený (Geranium phaeum) je středně vysoká, planě rostoucí luční bylina, která se pro své hnědočervené zbarvené květy občas pěstuje jako okrasná rostlina, patří mezi vzrůstnější druhy rodu kakost. V České republice je původní rostlinou a patří mezi více než patnáct druhů širokého rodu kakost.

## Výskyt
Za těžiště jeho rozšíření jsou považovány evropské horské oblasti, hlavně Pyreneje, Alpy, Francouzské středohoří, Apeniny, Sudety, Karpaty a pohoří Balkánu. Do přírody severských států se dostal až později, jako zplanělá zavlečená rostlina. V ČR se vyskytuje poměrně hodně, roste hlavně na severní a střední Moravě, ve Slezsku a na přilehlých územích severovýchodních Čech. Vystupuje až do nadmořské výšky 2400 m.

## Ekologie
Roste převážně na vápencovém, případně silikátovém podloží, na vlhkých štěrkovitě-písečných půdách bohatých na živiny. Objevuje se hlavně na vlhkých loukách v aluviálních půdách okolo vodních toků, ve světlých lužních lesích a křovinách i na narušených místech bez bylinného pokryvu.
Je hemikryptofyt dobře rostoucí v polostínu a při dostatku vláhy i na plném slunci, tam tvoří více květů; ve středoevropských podmínkách je mrazuvzdorný. Vyhledává spíše zásaditou půdu s pH 6,5 až 8.0. Kvete v květnu a červnu, v chladnějších oblastech i v červenci. Ploidie druhu je 2n = 28.

## Popis
Vytrvalá, trsnatá bylina s několika přímými, 30 až 60 cm vysokými lodyhami vyrůstajícími z hrubého vodorovně rostoucího oddenku. Pevná, tlustá, střídavě olistěná lodyha mívá často drobné nachové skvrny,je porostlá chlupy a někdy se v horní části větví.
Listy v růžici a spodní lodyžní mají řapíky dlouhé někdy až 30 cm, listy na lodyze výše postavené mají řapíky kratší, jsou až téměř přisedlé a směrem vzhůru se zmenšují. Čepel listu je v obryse ledvinovitá, po okraji dlanitě tři až sedmidílná, po obvodě má hrubé, nepravidelně zoubky a je oboustranně krátce chlupatá. Palisty jsou úzce trojúhelníkovité, červenohnědé a brzy zasychají.
Na 2 až 6 cm dlouhých, zpočátku nicích a později vzpřímených stopkách vyrůstají četné, dvoukvěté vidlany s pětičetnými, volnoplátečnými, červenohnědými květy o velikost 2,5 cm. Kališní lístky se třemi žilkami jsou eliptické, na konci hrotité a dlouhé až 8 mm. Dvojnásobně delší korunní lístky mají pět žilek, na bázi jsou zúžené do kratičkého nehtu, bělavé a dále jsou tmavě hnědočervené. Jsou ploché až mírně nazpět ohnuté, dlouhé 12 mm a po okraji vlnité. Deset tyčinek se žlutými nebo fialovými prašníky je rozděleno do dvou kruhů, vnější jsou o málo kratší. Z pěti plodolistů sestavený semeník má pět pouzder a nese čnělku s pětiramennou bliznou. Vespod květu jsou žlázky s nektarem.
Zobanitý plod puká v pět jednosemenných plůdků (semen), které jsou světle hnědé, eliptické a mají hladké, síťované osemení. Rostliny se rozmnožují semeny, 1 gram obsahuje asi 100 semen. Lze je rozmnožovat i vegetativně, oddělují se jarní růžice s kouskem oddenku.

## Význam
Tento druh se občas pěstuje jako okrasná rostlina, která upoutává pozornost neobvyklou barvou květů, ze zahrad rostliny často zplaňuje do volné přírody. Existuje na 50 variet lišících se zbarvením listů a květů, např. temně kaštanové květy mají 'Angelina', 'Jupiter', 'Chocolate Chip', modropurpurové 'Blauwvoet', 'Lisa', 'Our Pat', růžové a lila 'Anne Claire', 'Goldmund'. 'Klepper', duhově růžové 'Calligrapher', 'Muldoon' a bílé 'Album' atd.

## Galerie

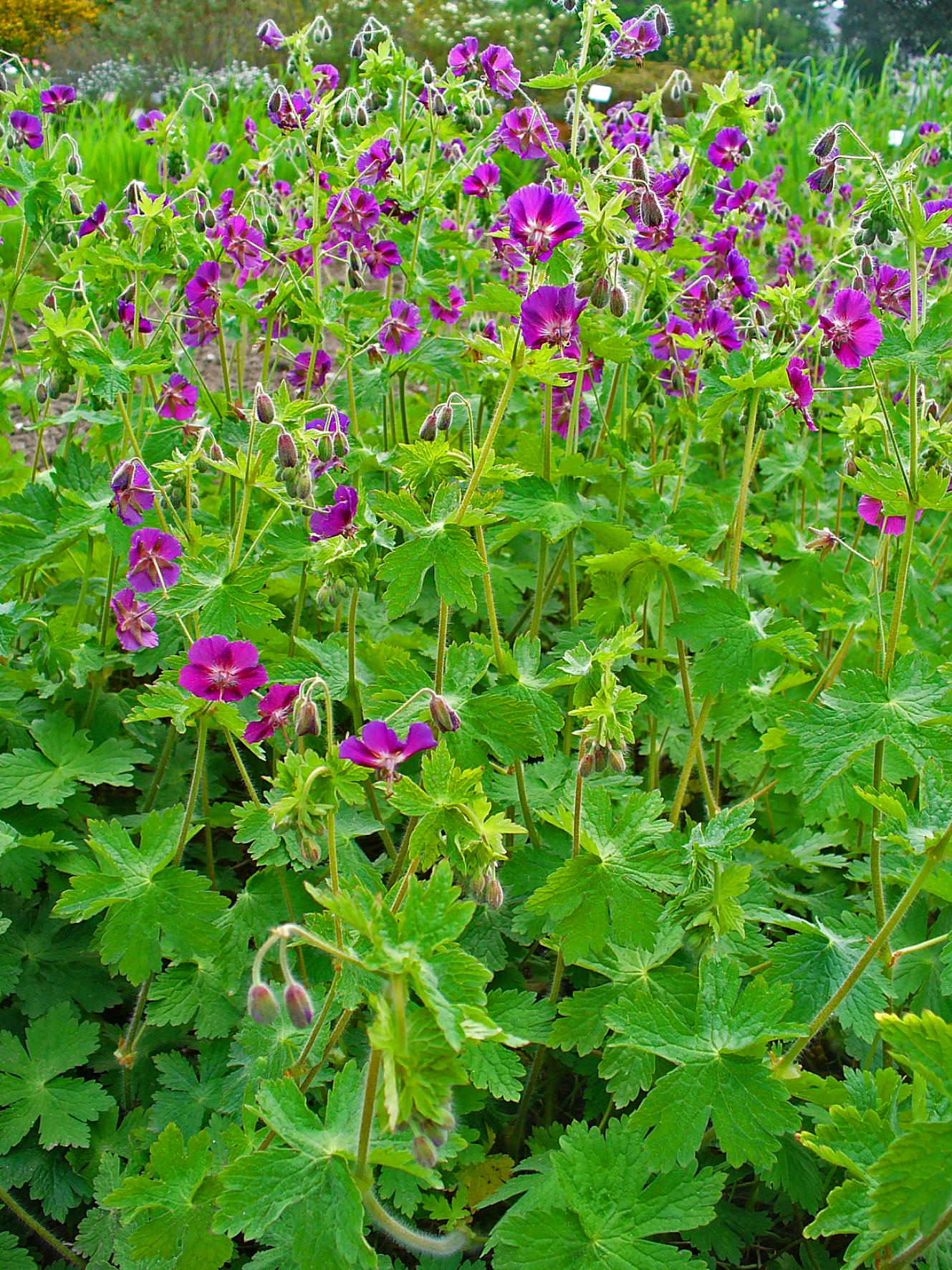
Porost kakostu hnědočerného
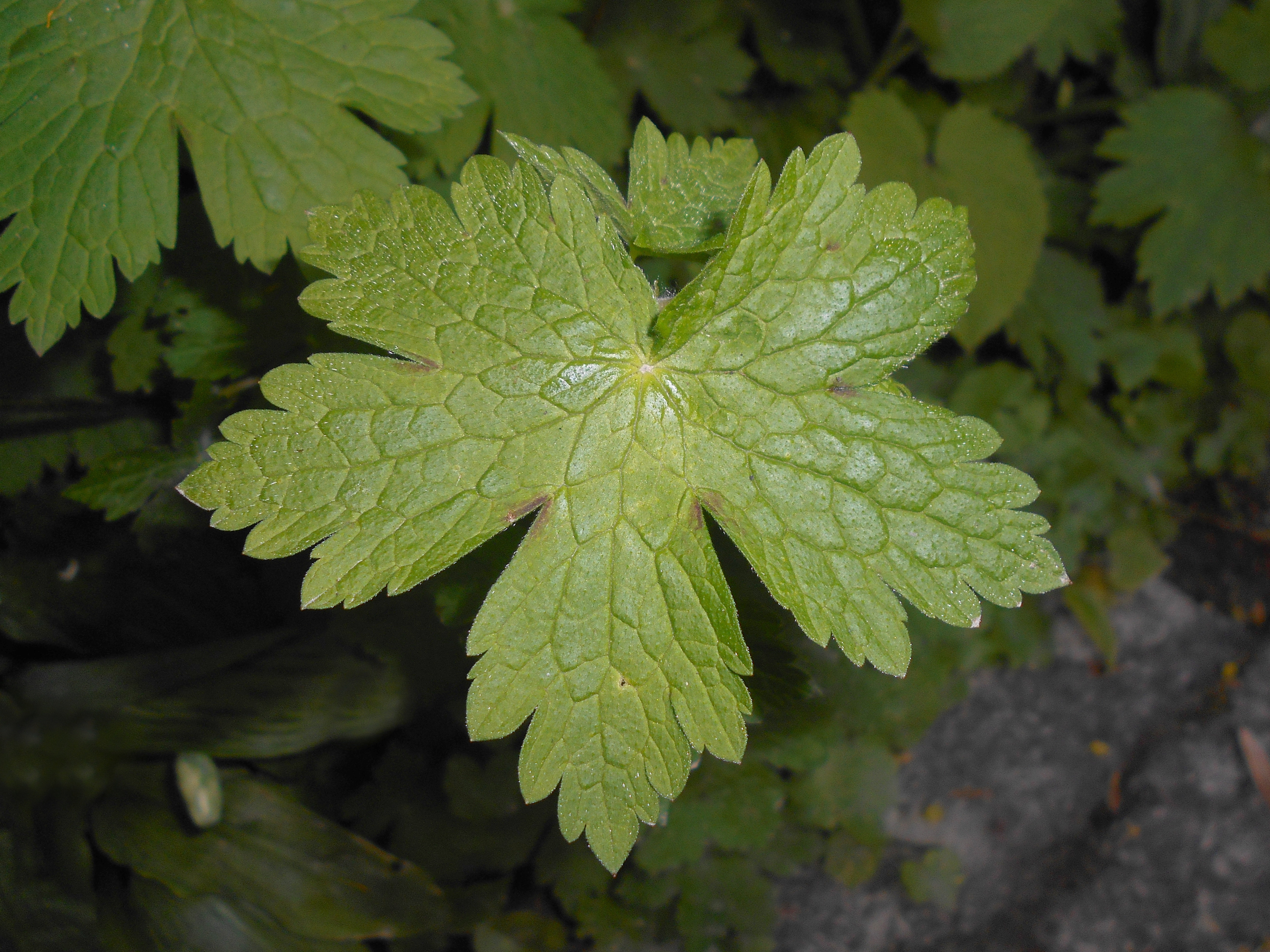
List
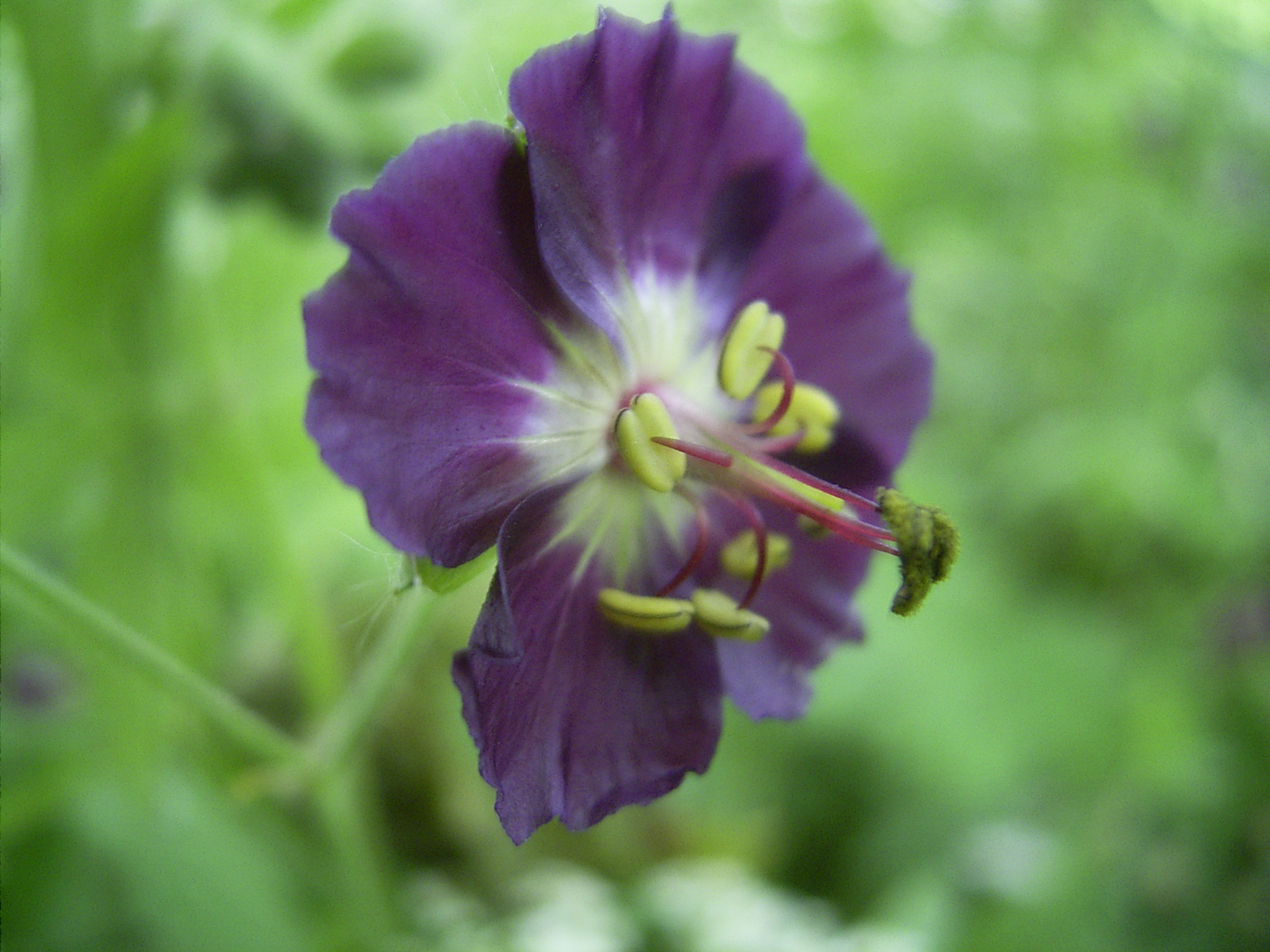
Květ